# Gimsøystraumen
Gimsøystraumen est le nom d'un détroit des îles Lofoten en Norvège.

## Géographie
Gimsøystraumen sépare Austvågøya, à l'est, des îles Vestvågøya et Gimsøya à l'ouest.
Le détroit relie le Vestfjord à la mer de Norvège au nord.

## Pont de Gimsøystraumen
La route européenne E10 traverse le détroit par le pont de Gimsøystraumen.

## Quelques vues du Gimsøystraumen

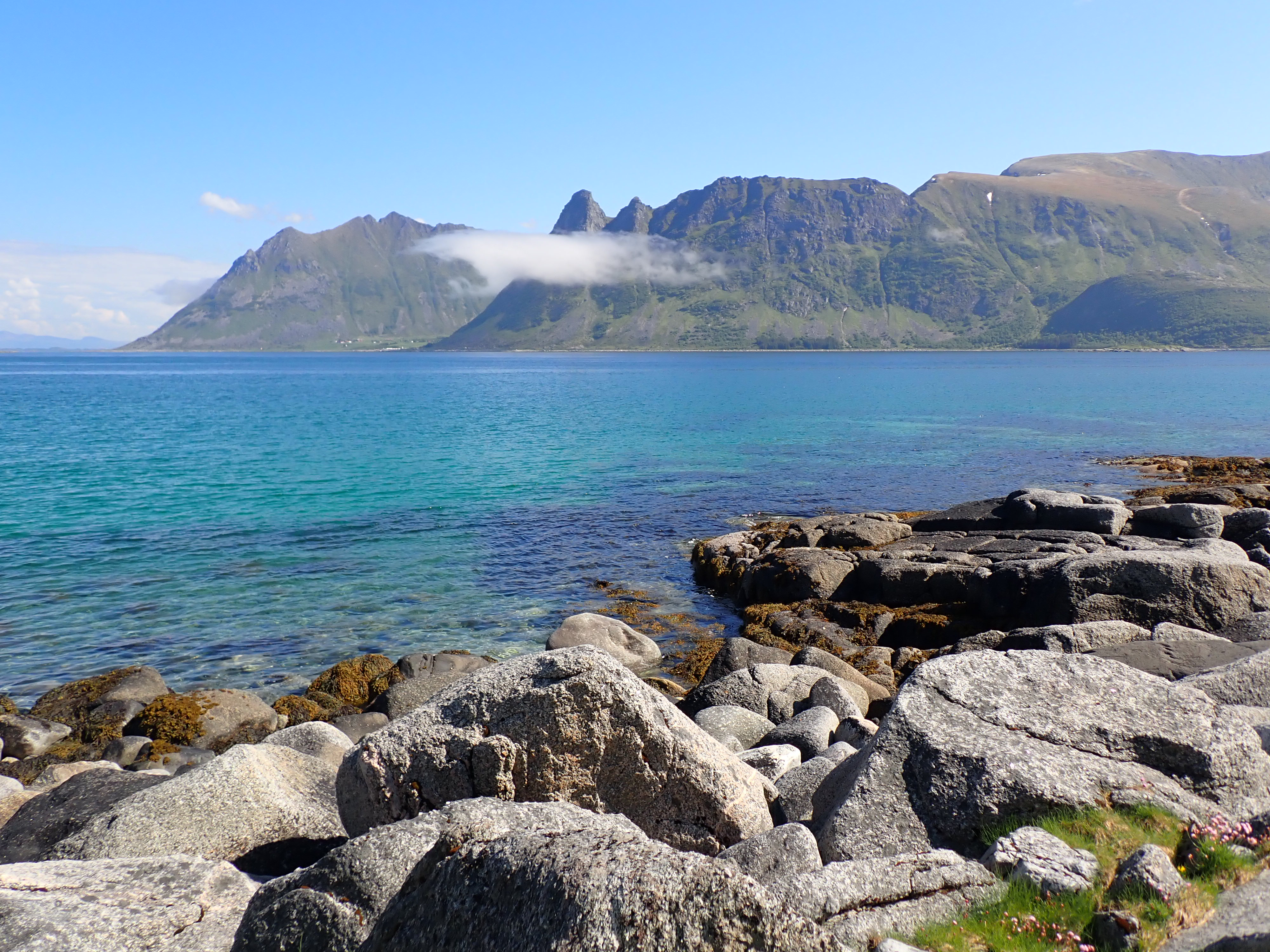
Vue de Brenna depuis Gimsøya.
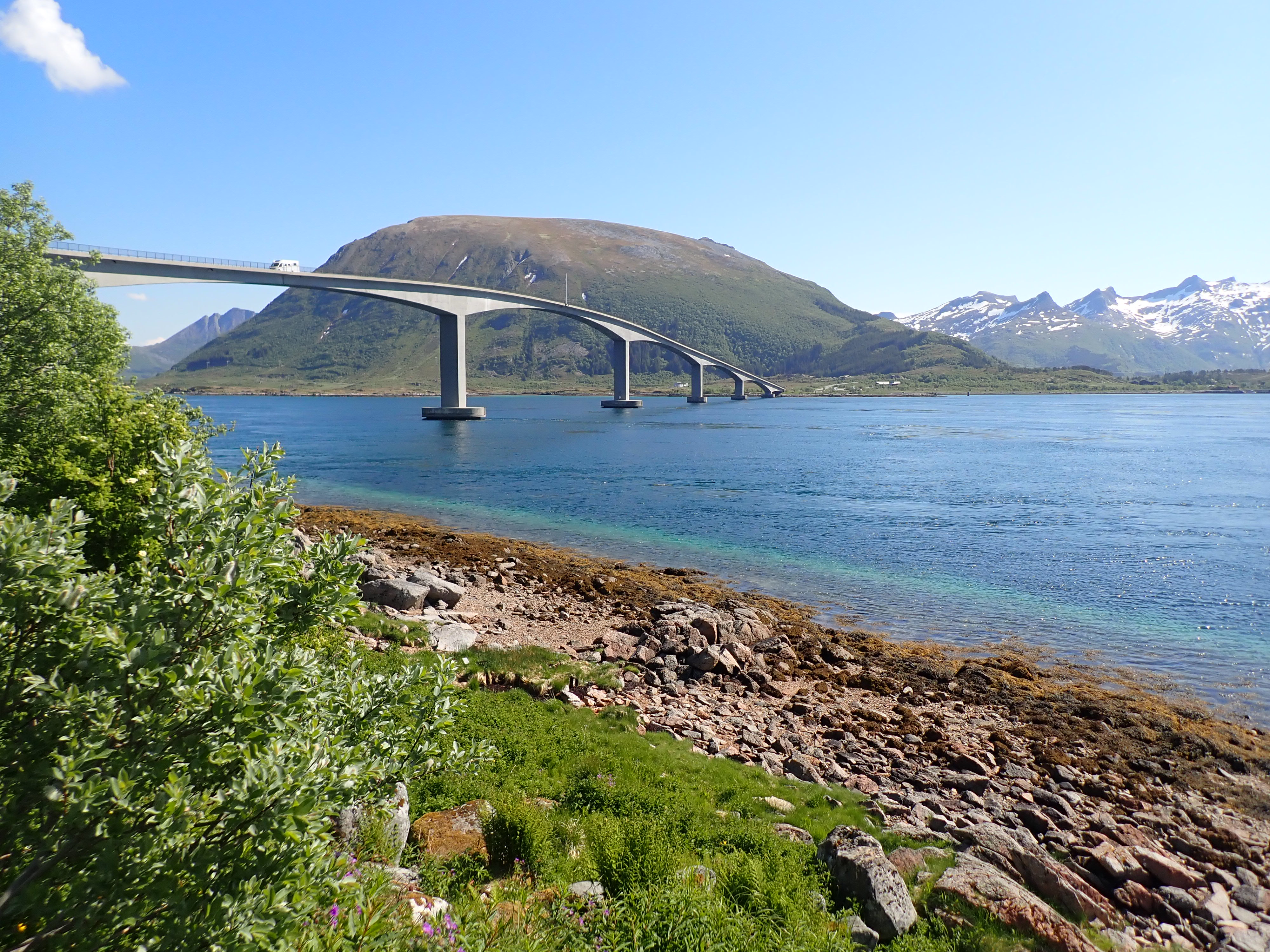
Pont de Gimsøystraumen devant  devant Kleppstadheia (534 m).
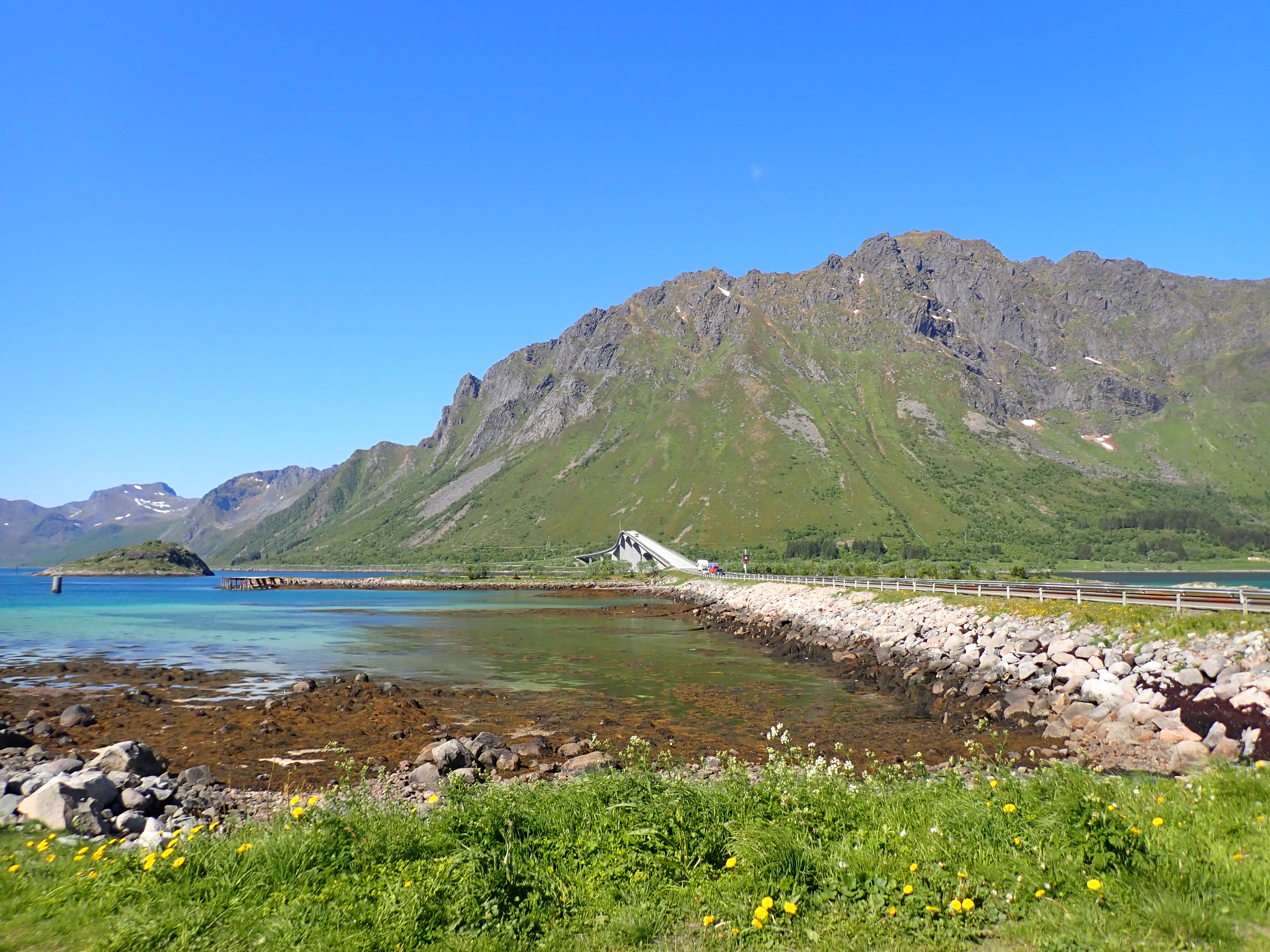
Gimsoystraumen au niveau du Gimsoystraumenbrua et îlot de Brattholmen.